# NGC 3656
NGC 3656 é uma galáxia elíptica (E?) localizada na direcção da constelação de Ursa Major. Possui uma declinação de +53° 50' 32" e uma ascensão recta de 11 horas, 23 minutos e 38,6 segundos.
A galáxia NGC 3656 foi descoberta em 14 de Abril de 1789 por William Herschel.